# Aprophata notha
Aprophata notha es una especie de escarabajo longicornio del género Aprophata, subfamilia Lamiinae. Fue descrita científicamente por Newman en 1842.
Se distribuye por Filipinas. Mide 14,5-16 milímetros de longitud.